# 年貨
年貨是過年前買一些好的食品，而採購過程則稱為辦年貨，例如價格昂貴的鮑、參、翅、肚來煮一頓好的飯菜，來慰勞一下辛苦工作了一年的日子，慶祝新的一年。有些地方的人會買糖果瓜子的年貨放在全盒裡，親戚朋友來拜年時，便會請他們吃糖果和瓜子等。
另外辦的年貨就是拜年時送的禮物，城市地區流行送巧克力、曲奇餅等，這是因為到親戚朋友家拜年時，傳統習俗是要帶一些禮物。

## 另見
- 年貨大街（年宵市場）
- 年夜飯